# 東神納村
東神納村（ひがしかんのうむら）は、かつて新潟県岩船郡にあった村。

## 沿革
- 1889年（明治22年）4月1日 - 町村制施行に伴い岩船郡里本庄村、山屋村、上助淵村、下助淵村、志田平村、七湊村が合併し、東神納村が発足。
- 1901年（明治34年）11月1日 - 岩船郡神納村と合併し、神納村を新設して消滅。